# Moira lachesinella
Moira lachesinella is een zee-egel uit de familie Schizasteridae.
De wetenschappelijke naam van de soort werd in 1930 gepubliceerd door Theodor Mortensen.